# Highnoon (Computerspiel)
Highnoon ist ein Computerspiel, das von Ocean Software 1984 für den Commodore 64 entwickelt wurde. Es ist ein Shoot ’em up im Westernstil.
Das Spiel hat fünf Level. Der Spieler übernimmt die Rolle des Sheriffs. Gelegentlich kommen Banditen, die die Bank ausrauben oder im Saloon Frauen entführen. Die Banditen gilt es zu erschießen. Man kann horizontal, vertikal und diagonal schießen. Jedes Level endet mit einem Schießduell. Ein Bestatter (Rig+Mortis) räumt während des Spiels alle Leichen weg (auch den Spieler).

## Grafik
Die Grafik ist recht simpel. Es gibt nur eine Örtlichkeit (kein Scrolling). In der oberen Hälfte befinden sich der Saloon, die Bank und der Bestatter. Das einzige, was sich neben den Sprites bewegen, sind die Saloon-Türen.

## Musik
Als Hintergrundmusik wurde das Titelthema des Films High Noon (deutsch: Zwölf Uhr mittags) übernommen. SID-Komponist war David Dunn.

## Level
- Ab Level 2 kommen Banditen auf Pferden.
- Ab Level 3 gibt es Bombenleger.
- Im 5. Level befindet man sich vor einer Höhle. Die Bildschirmfarbe wechselt von gelb zu grün. (hier gibt es keinen Totengräber, die Leichen bleiben liegen)

## Portierungen
Es gibt eine Version für den Commodore Amiga von Bignonia. Diese ist fast identisch mit der C-64-Version. Lediglich die Saloon-Türen bewegen sich nicht. Der Ton ist allerdings in Stereo.